# Sanatorium „Opatrzność” w Rymanowie-Zdroju
Sanatorium „Opatrzność” w Rymanowie-Zdroju – budynek sanatoryjny w formie drewnianej willi zlokalizowany w centralnej części uzdrowiska Rymanów-Zdrój, w pobliżu fontanny i kościoła św. Stanisława Biskupa.

## Historia i architektura
Obiekt pochodzi z około 1930 i należy do najstarszych zachowanych budynków uzdrowiska. Znajduje się w wykazie zabytków nieruchomych gminy Rymanów ujętych w gminnej ewidencji zabytków. Stanowi jedyny wyjątek na terenie parku zdrojowego, znajdując się w prostopadłej osi widokowej do pozostałego układu parkowego, łącząc się optycznie z przeciwległą bryłą budynku sanatorium uzdrowiskowego „Eskulap”. Niektóre źródła wskazują na XIX-wieczne pochodzenie budynku (1882).
W latach 2018–2019 przeprowadzona została modernizacja sanatorium z zachowaniem jego oryginalnego charakteru. Obecnie, wraz z drugą drewnianą willą, stanowi zespół: Sanatorium Uzdrowiskowe „Gołąbek–Opatrzność” (48 łóżek, w tym 26 i baza gastronomiczna w „Opatrzności”).

## Galeria

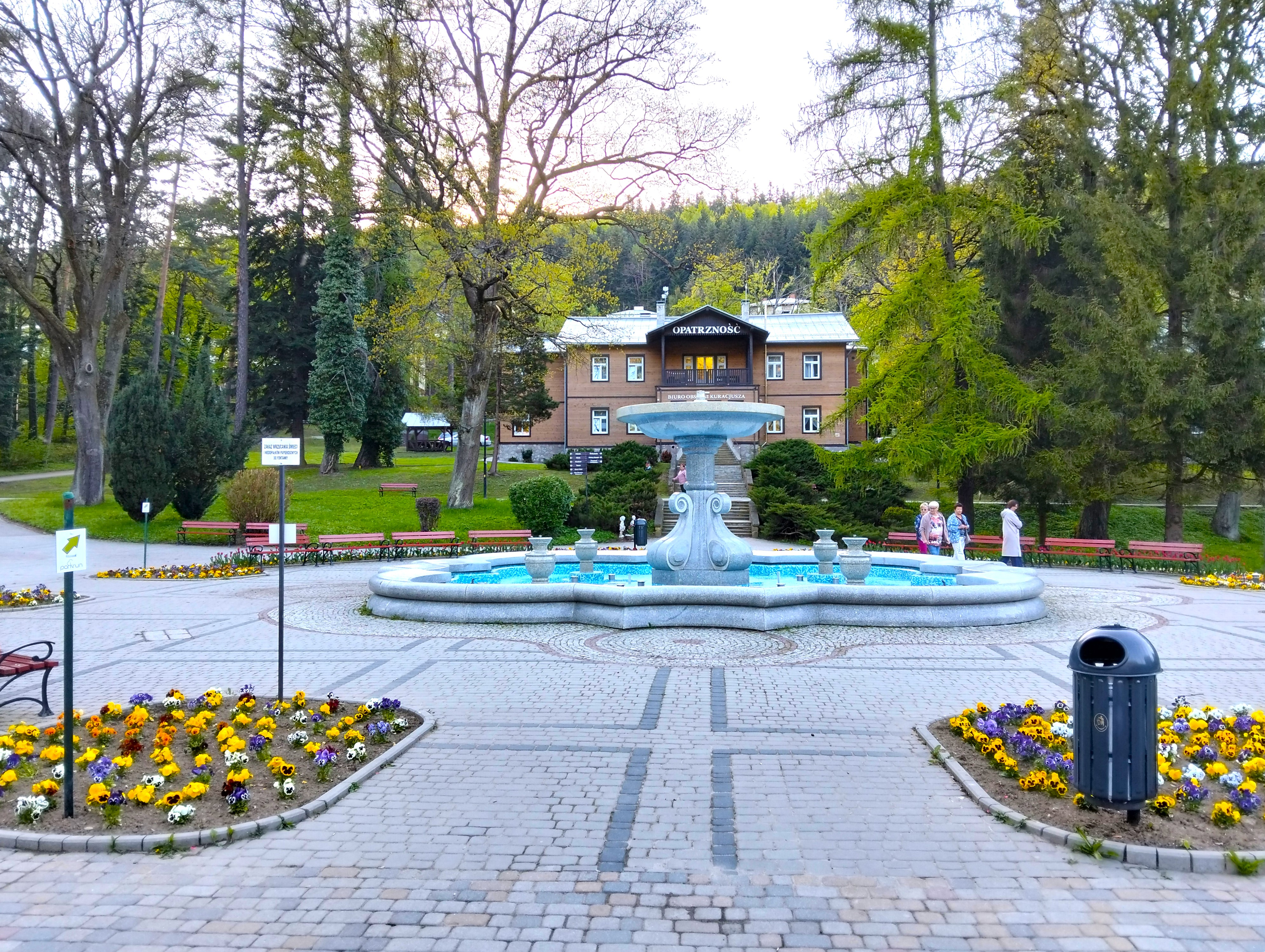
Willa na tle parku zdrojowego
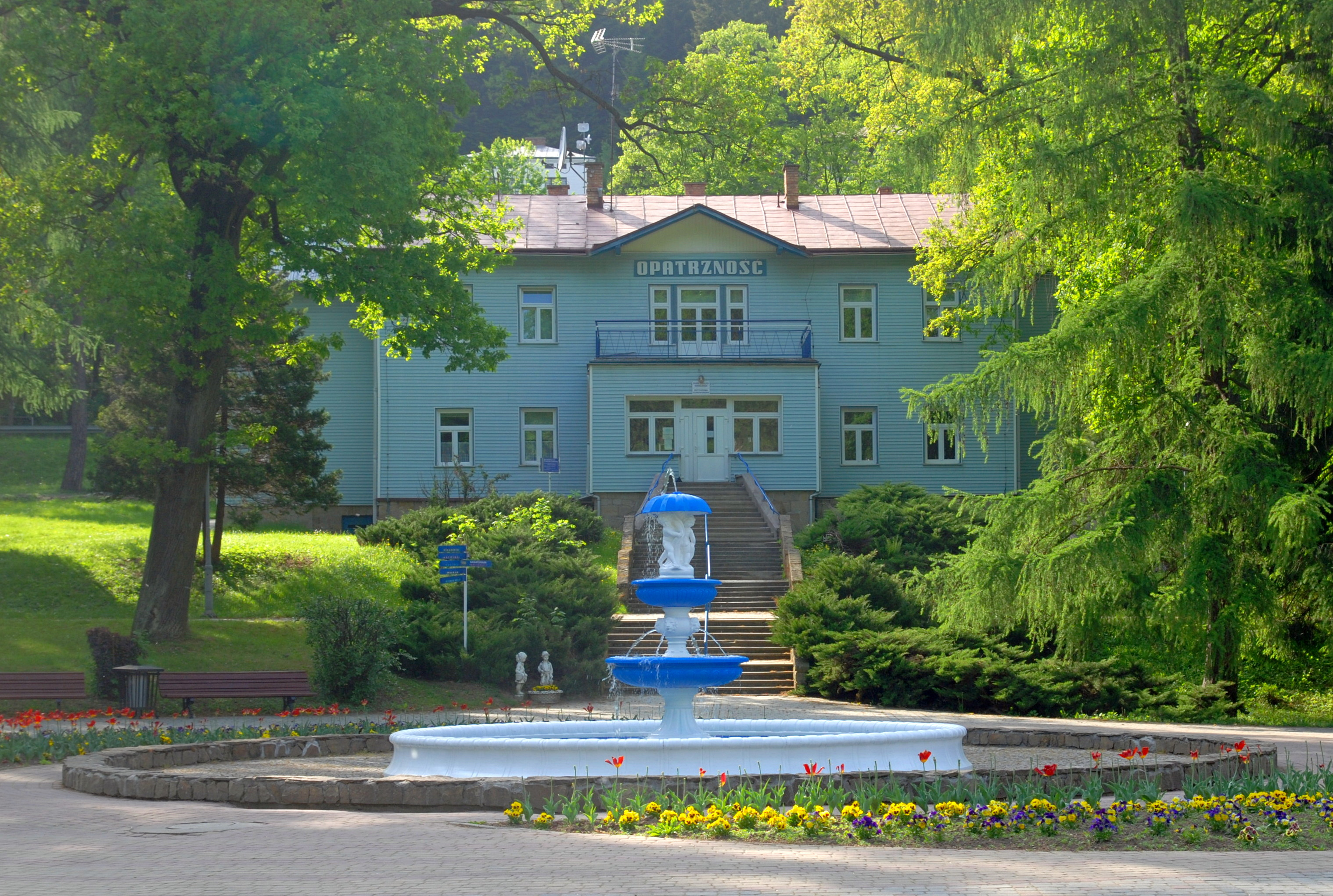
Widok historyczny